# Щербачёв, Дмитрий Петрович
Щербачёв Дмитрий Петрович (1809—1845) — русский военный инженер, конструктор и изобретатель, инженер-штабс-капитан.

## Биография
Родился 30 декабря 1809 года. Представитель дворянского рода Щербачёвых. Сын гвардии прапорщика Петра Александровича Щербачёва (1776—ок. 1829) от брака с немкой Амалией (в православии Натальей Григорьевной) фон Газен (или Гаген).
В 1826 году окончил Главное инженерное училище, был оставлен в училище для продолжения учёбы в Офицерском классе. После завершения курса наук в 1828 году произведён в подпоручики.
В 1831 году был прикомандирован к действующей армии военным инженером в состав сапёрного батального Гвардейского корпуса, под командование генерал-майора К. А. Шильдера. Участвовал в подавлении восстания в Польше. За успешное выполнение поручений начальства при взятии Варшавы и в сражении под Остроленкой получил 2 военных знака отличия и орден Святой Анны 3 степени с бантом.
В начале 1834 года участвовал в проектировании и разработке чертежей чугунной цельнометалической подводной лодки К. А. Шильдера и наблюдал за её постройкой на Александровском чугунолитейном и механическом заводе (ныне ПО «Пролетарский завод»). 5 июня 1834 года, после спуска лодки на воду и первого испытания её на Неве, в целях окончательного снаряжения, Император Николай I санкционировал назначение гвардии инженер-поручика сапёрного батальона Д. П. Щербачева — заведующим механической частью лодки. Щербачёв вместе с заведующим ракетной и минной частью лодки поручиком гвардейской артиллерии П. П. Ковалевским, разработали специальный станок и ракеты, который могли запускаться с лодки в надводном и подводном положении с помощью электричества. Осенью 1834 года Щербачёв помогал К. А. Шильдеру в подготовке проекта усовершенствованной субмарины — малой лодке, пригодной для уничтожения речных мостов, спускаемыми по течению плавучими минами.
Кроме изобретений в области подводного судостроения, Щербачёв являлся автором проекта управления аэростатом.
После выхода в отставку Щербачев поселился в небольшом имении в сельце Гончары Московского уезда. Агрономические познания, приобретённые им во время службы в сапёрном батальоне, применял на практике для облегчения крестьянского труда. Продолжал работу над проектом управления аэростатом. Но ранняя смерть изобретателя не позволила привести в исполнение этот проект.
Умер 28 января 1845 года. Похоронен на погосте Стребуково Московского уезда.

## Семья
- Дед — Александр Петрович (ок. 1750—19.04.1821), подпоручик лейб-гвардии Семеновского полка (на 1775), отставной секунд-майор (на 1776). Надворный советник (1783). Похоронен в Донском монастыре. С мая 1775 года первым браком был женат на баронессе Екатерине Петровне фон Менгден (ок. 1753—20.07.1778).
- Отец — Пётр Александрович (1776—?), гвардии прапорщик, двоюродный брат барона М. А. Менгдена.
- Мать — Наталья Григорьевна
- Брат — Александр (23.10.1803, Москва — 1862) — полковник, служил в Свите ЕИВ (1820-28), в Генштабе (1827-39), участвовал в войне против горцев (1823, 1828), с 1840 — майор Корпуса жандармов, похоронен на погосте Стребуково Московского уезда. Был женат на Лидии Сергеевне Левшиной (1809—1842);
- Брат — Аполлон (29.1.1812 — 24.10.1881) — военный инженер, генерал-майор, выпускник Офицерского класса Главного Инженерного училища, смотритель здания, эконом и архитектор Императорского Александровского Лицея, похоронен на погосте Стребуково Московского уезда[2].